# Honda CR-V

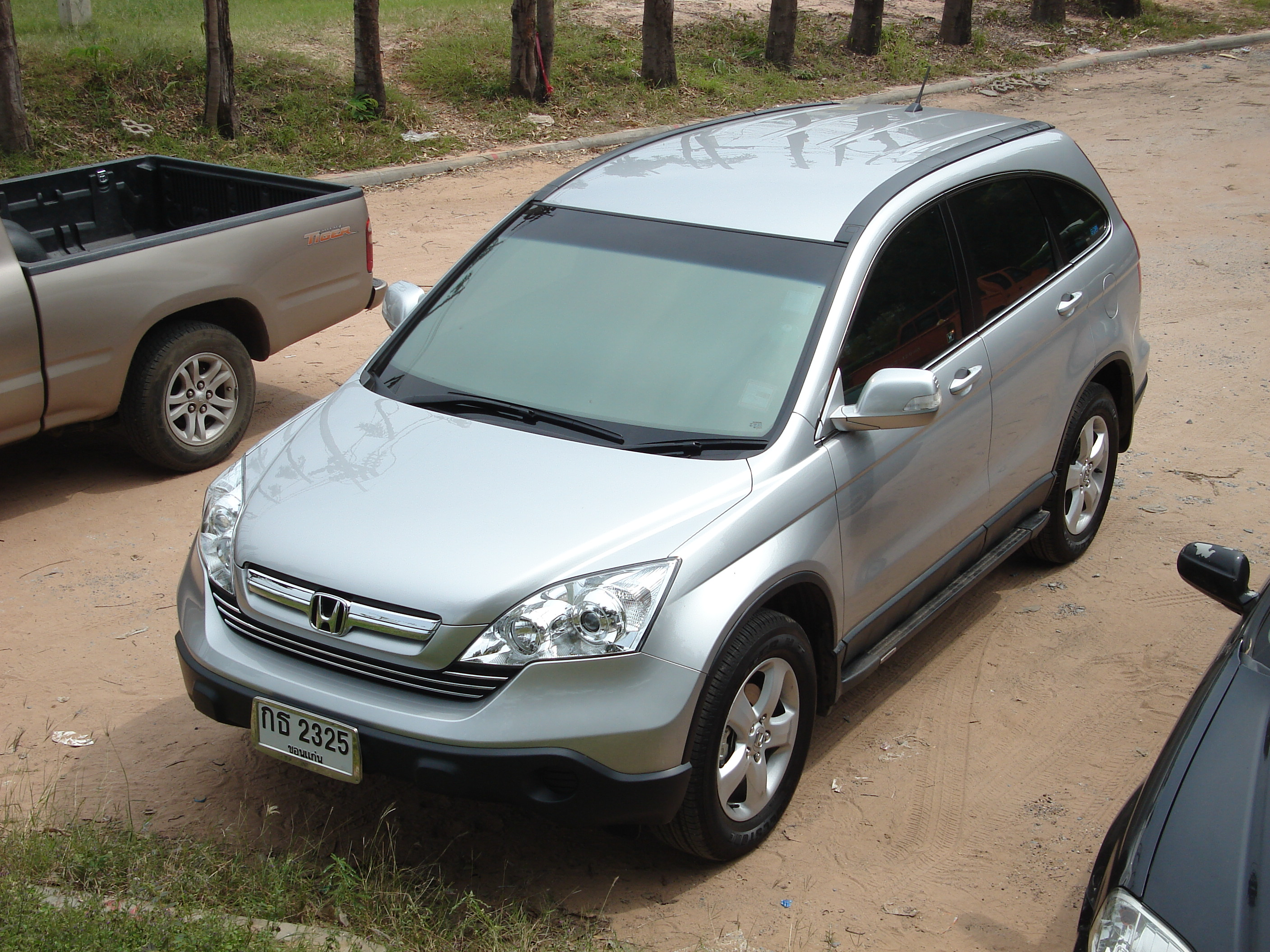
Honda CR-V del 2007

L'Honda CR-V és un vehicle de tipus compact CUV fabricat per Honda des del 1996; va ser "lleugerament" basat amb l'Honda Civic per satisfer el públic que demanava un vehicle tot camí Honda. Hi ha discrepàncies amb el significat de "CR-V": a Regne Unit, "Compact Recreational Vehicle" i per Honda en el seu CR-V Fact Book i a la pàgina web global, citen "Comfortable Runabout Vehicle". S'ofereix en tracció simple o integral, encara que en mercats amb poca demanda com el britànic només s'ofereix en tracció integral.
Fabricat a les plantes de Swidon, Regne Unit i Suzuka, Japó, la seva producció s'amplia a les factories de East Liberty, Ohio (a partir del 2007), Wuhan, Xina (a través de Dongfeng Honda Automotive Company), Ayutthaya, Tailàndia i Jalisco, Mèxic (finals del 2007). Per dimensions, el CR-V s'ubica entre l'Honda Pilot i l'Element.